# 安科哈瓦山
14°57′30″S 72°22′30″W / 14.95833°S 72.37500°W
安科哈瓦山（Ancojahua），是秘魯的山峰，位於該國南部阿雷基帕大區的康德蘇約斯省和拉烏尼翁省，屬於安第斯山脈的一部分，海拔高度約5,200米。